# 日本対外文化協会
日本対外文化協会（にほんたいがいぶんかきょうかい、対文協）は、ソ連政府の提案で日本社会党や元東海大学総長の松前重義が中心になって1966年に設立された、旧ソ連や東ヨーロッパ諸国などとの友好を促進する団体。現在の会長は長男で東海大学総長の松前達郎。

## 概要
1964年、成田知巳書記長を団長とした日本社会党のソ連訪問団がフルシチョフ党第1書記・首相や党幹部会員のミコヤン副首相等と会談。その際、ソ連側から「日ソ間で広範囲な学術・文化交流を推進するのはどうだろうか。日ソ関係を発展させるためには国民間の相互理解が大切であり、その鍵を握っているのが文化交流である。ソ連には『ソ連対外友好文化交流団体連合』（略称・ソ連対文連）という世界各国と民間交流を行なう、社会団体があるので、日本側が賛成ならばこの団体を紹介したい。日本でも同様な組織をつくりぜひ交流をしたい」との提案が行なわれた。 
訪ソ団は帰国後、当時の河上丈太郎委員長に報告すると共に、中央執行委員会でも取り上げられた。河上は、組織の代表を松前重義に依頼すべきだと提案。1996年1月10日、東京都港区のホテルオークラで設立総会が開かれ、会長に松前重義が選出され、理事長には社会党教宣局長の松本七郎が就任し、さまざまな交流をおこなってきた。
日ソ友好議員連盟、日ソ親善協会、日ソ交流協会、日ソ貿易協会を加えた対ソ関係5団体は、ソ連の官製対日友好組織とともに1979年から1988年まで「日ソ円卓会議」を開催した。
共産主義国にとって「対日友好」は対日工作であるとされ、ソ連国家保安委員会(KGB)に利用されているのではないかとの指摘もなされてきた。アメリカに亡命した元KGB工作員のレフチェンコは、KGBのエージェントの1人として、日本対外文化協会事務局長だった杉森康二（コード名・サンドーミル）の名前を挙げている。

## 主な役員
- 会長  松前達郎（東海大学総長）
- 副会長  石原萠記（自由社社長）・後藤亘（株式会社エフエム東京会長）・星野力男（株式会社ナカヨ通信機取締役相談役）
- 理事長  松前が兼任